# Ragow (Lübbenau/Spreewald)
Ragow, niedersorbisch Rogow, ist ein Ortsteil der Stadt Lübbenau/Spreewald im nördlichen Teil des südbrandenburgischen Landkreises Oberspreewald-Lausitz. Ragow ist der nördlichste Ort des Landkreises und war bis zur Eingemeindung nach Lübbenau am 26. Oktober 2003 eine eigenständige Gemeinde.

## Lage
Ragow liegt in der Niederlausitz nördlich des Naturparks Niederlausitzer Landrücken und am westlichen Rand des Spreewalds. Durch den Ort fließt die Wudritz die über die Ragower Kahnfahrt mit der Hauptspree verbunden ist.
Der Ortsteil Ragow grenzt im Norden an den Ortsteil Steinkirchen der Stadt Lübben, im Osten an Lübbenau, im Südosten und Süden an Krimnitz, im Südwesten an Klein Radden und im Westen an den Luckauer Ortsteil Terpt. Nordwestlich von Ragow liegt der Lübbener Ortsteil Neuendorf, an den die Gemarkung von Ragow jedoch nicht direkt angrenzt.

## Geschichte

### Erste Besiedlung
Gefundene Kleingeräte in Ragow und in den Nachbargemeinden weisen auf Anwesenheit von Menschen bereits in der mittleren Steinzeit (15.000–3000 v. Chr.) hin. Aus der Jungsteinzeit (3000–2000 v. Chr.) stammen zwei acht Zentimeter lange, geschliffene, nicht durchbohrte Steinbeile. In der Bronzezeit (Mitte des 2. Jahrtausends v. Chr.) wurde die Gegend um Ragow durch Menschen besiedelt, deren Ursprung in den mitteldonauländischen Bauernkulturen vermutet wird. Sie werden der Lausitzer Kultur zugeordnet. Die gefundenen Urnenfelder lassen den Schluss auf geschlossene Siedlungen zu. Nach dem Ende der Lausitzer Kultur um 500 v. Chr. war die Gegend um Ragow relativ dünn besiedelt, bis die Sorben ab dem 7. Jahrhundert einwanderten.
Bodenfunde lassen eine Siedlungsverlegung des Ortes von Ost nach West zur Zeit des Übergangs von der altslawischen zur jungslawischen (10. Jahrhundert) und zur frühdeutschen Zeit erkennen. Im Jahr 1886 wurde beim Pflügen durch den Knecht Ernst Jank auf dem Ragower Weinberg ein Silberhort gefunden. Der Hort stammt aus der Zeit um 1010. Er besteht aus 200 Münzen, 200 kleinen viereckigen Silberbarren und Schmuck. Ein Übergang der sorbischen Siedlung in das Dorf Ragow kann nicht bewiesen werden. Da an verschiedenen Stellen in Ragow blaugraue Scherben gefunden wurden, kann man auf eine Besiedlung in der frühdeutscher Zeit (12. bis 14. Jahrhundert) schließen. Die Anlage als Zeilendorf mit einem Anger westlich der Dorfstraße und einer rechtwinklig nach Osten verlaufenden Straßenzeile deuten auf eine Neugründung hin.

### Ortsgeschichte
Erstmals erwähnt wurde der Ort jedoch erst im Jahr 1421 als Ragow im Lübbenauer Stadtbuch. In einer Verkaufsurkunde aus dem Jahr 1315 werden Dörfer um Lübbenau genannt, Ragow jedoch nicht. In dieser Urkunde verkauft Bodo der Ältere von Ilenburg Ritter Christian, genannt Lange, die Herrschaft Lübbenau. Das Territorium des Dorfes Ragow hat zu diesem Zeitpunkt wahrscheinlich zur Herrschaft Lübbenau gehört, denn als Grenze wird in der Urkunde die Lusitz angegeben. Dabei handelt es sich um die Wudritz, die durch den Ort fließt. Der Ortsname Ragow leitet sich vom niedersorbischen Wort Rog ab, was Horn, Spitze, Winkel oder Ecke bedeutet. Dies kann auf die Flur des Ortes bezogen werden. Jedoch ist es nach Eichler auch möglich, dass sich davon ein Personenname ableitet. Der Regionalhistoriker Paul Fahlisch leitet den Ortsnamen vom wendischen Gott Ragowitz, da er eine Erhöhung neben der heutigen Bahnhofstraße für dessen Opferstätte hielt. Dies ist jedoch nicht schlüssig, da die dort gefundene Keramik aus der Bronzezeit (800 v. Chr.) stammt. Weitere Ortsnamensnennungen waren 1489 Ragaw und 1524 als Rago. Die niedersorbischen Namensvarianten wurden 1761 als Ragow und 1843 Rogow genannt. Seit dem Jahr 1503 wird Ragow als Teil der Herrschaft Lübbenau genannt.

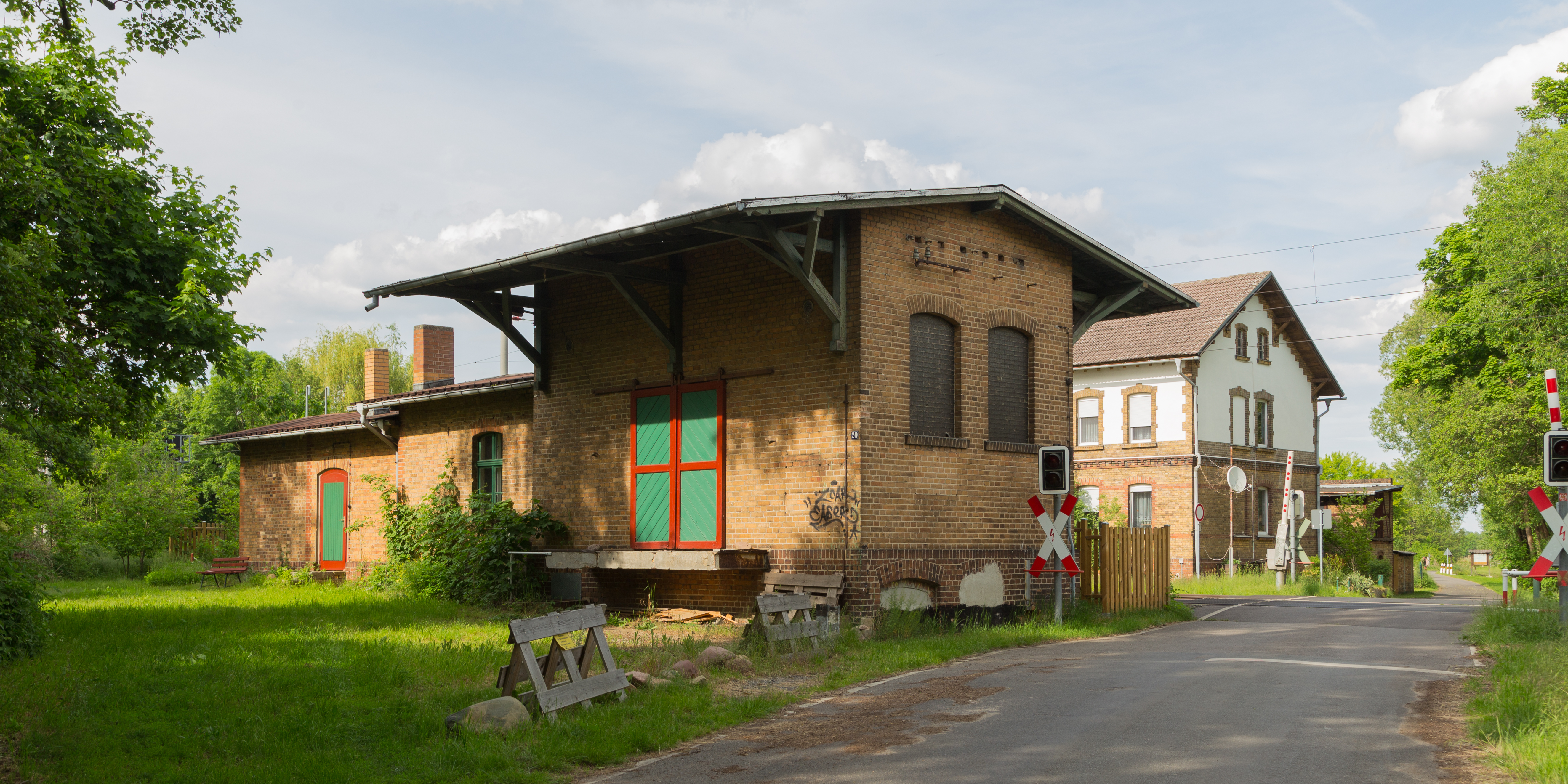
Bahnhof Ragow

Im Jahr 1635 kam Ragow durch den Prager Frieden zum Kurfürstentum Sachsen. Etwa zu dieser Zeit lebten in Ragow zwei Büdner und 19 Gärtner. Für das Jahr 1718 sind als Einwohner von Ragow 16 Hufner, dreizehn Kossäten oder Gärtner und zwei Häusler verzeichnet, die eine Schatzung von 1400 Gulden an die Herrschaft Lübbenau abzugeben hatten. Für die Schulkinder ließ die Gemeinde 1784 ein Schulhaus bauen. Im Jahr 1807 wurde das Kurfürstentum Sachsen zum Königreich Sachsen erhoben. Im Ergebnis des Wiener Kongresses kam Ragow mit der gesamten Niederlausitz an das Königreich Preußen und gehörte zum Landkreis Calau in der Provinz Brandenburg. 1818 lebten in Ragow 336 Einwohner in 64 Wohngebäuden, bei der Volkszählung am 1. Dezember 1871 hatte Ragow 460 Einwohner. Noch vor 1914 wurde ein Bahnhof an der Bahnstrecke Berlin–Görlitz in Betrieb genommen.
Nach dem Ende des Zweiten Weltkrieges kam Ragow zur Sowjetischen Besatzungszone und ab 1949 zur DDR. Am 1. Juli 1950 wurde Ragow in den Landkreis Lübben (Spreewald) umgegliedert. Bei der DDR-Kreisreform im Jahr 1952 kam der Ort an den neu gegründeten Kreis Calau im Bezirk Cottbus. Die Bauern des Ortes schlossen sich 1955 in der LPG „Spreewald“ zusammen, die sich 1960 mit der LPG in Groß Beuchow zusammenschloss.
Nach der Wiedervereinigung gehörte Ragow erst zum Landkreis Calau in Brandenburg, der am 6. Dezember 1993 im Landkreis Oberspreewald-Lausitz aufging. Bereits im Jahr zuvor hatte sich die Gemeinde dem Amt Lübbenau/Spreewald angeschlossen. Am 28. Mai 1994 wurde der Betrieb des Bahnhofs eingestellt. Am 26. Oktober 2003 wurden Ragow und die Orte Boblitz, Kittzlitz, Bischdorf, Groß Beuchow, Hindenberg, Groß Lübbenau, Groß Klessow, Leipe sowie Klein Radden als Ortsteile in Lübbenau/Spreewald eingegliedert.
Ragow gehört zum Kirchenkreis Niederlausitz. Gepfarrt ist es seit 1723 nach Zerkwitz.

## Einwohnerentwicklung
| 1875 | 420 | 1925 | 467 | 1946 | 660 | 1971 | 550 | 1989 | 539 |
| 1890 | 436 | 1933 | 443 | 1950 | 628 | 1981 | 536 | 1996 | 561 |
| 1910 | 480 | 1939 | 442 | 1964 | 567 | 1985 | 560 | 2002 | 650 |

## Kultur und Sehenswürdigkeiten

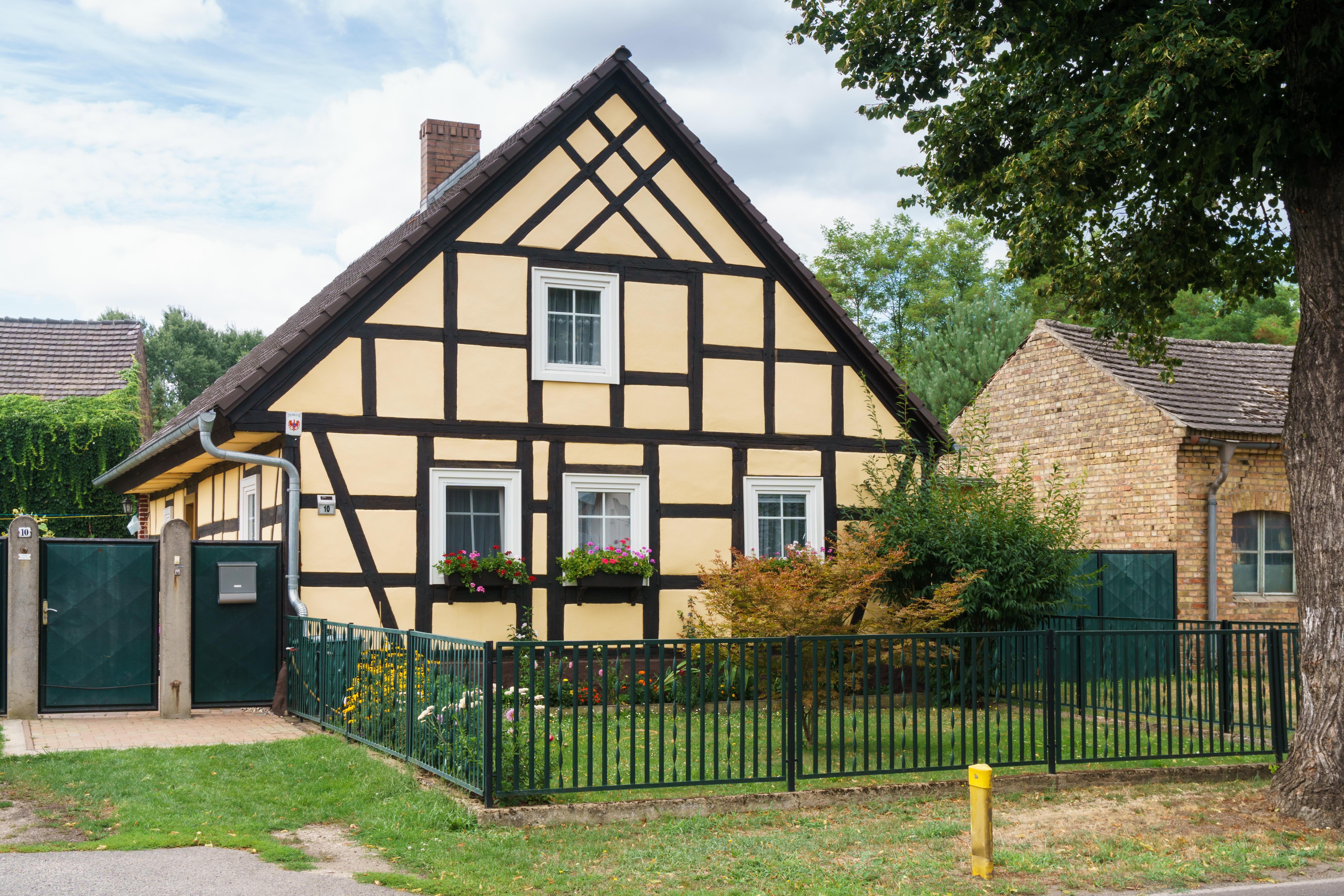
Denkmalgeschütztes Wohnhaus Berliner Chaussee 10

Ein Wohnhaus an der Berliner Chaussee 10 gehört zu den Baudenkmalen der Stadt Lübbenau. Durch den Ort verläuft der Radwanderweg Niederlausitzer Kreisel.
Bei dem Ragower Burgwall handelt es sich um eine ehemalige slawische Wehrburg. Diese wurde in den Auseinandersetzungen mit den deutschen Kolonisten zerstört und nicht wieder aufgebaut. Erbaut wurde sie im 7. Jahrhundert und blieb bis zum 10. Jahrhundert bewohnt.

## Wirtschaft und Infrastruktur
Ragow liegt nordwestlich des Autobahndreiecks Spreewald, an dem die Bundesautobahn 15 in die südlich des Ortes verlaufende Bundesautobahn 13 übergeht. Die Landesstraße 49 verläuft direkt durch den Ort. Bis zum Jahr 1994 gab es in Ragow einen Haltepunkt an der Bahnstrecke Berlin–Görlitz.
Seit 1996 gibt es im Ort einen Fährhafen, über den Kahnfahrten im Spreewald möglich sind. Eine Kahnfahrt, auf der eine Männergruppe den Hitlergruß zeigte, brachte Ragow im Sommer 2024 in die Schlagzeilen.

## Persönlichkeiten
- Paul Fahlisch (1844–1930), Lehrer und Regionalhistoriker
- Dietrich Lusici (1942–2024), Maler, Grafiker und Keramiker